# Blow Up the Outside World
Blow Up the Outside World – utwór amerykańskiej grupy grunge’owej Soundgarden, napisany przez frontmana, Chrisa Cornella (tekst i muzyka). „Blow Up the Outside World” został wydany 18 listopada 1996 roku, jako trzeci singel promujący album Down on the Upside. Utwór zadebiutował na pierwszej pozycji w zestawieniu Billboard Mainstream Rock Tracks i spędził na szczycie 4 tygodnie bez przerwy. Piosenka została uwzględniona na dwóch składankach zespołu, A-Sides (1997), zawierającej utwory z pierwszych stron singli zespołu, a także retrospektywnym box secie Telephantasm (2010).

## Pochodzenie i nagranie
Utwór został napisany przez Chrisa Cornella, wówczas gdy ten przebywał w Toronto. Jak twierdzi, był wówczas „trochę popieprzony”. Kim Thayil o solówce w Blow up the outside world:
„Brzmi typowo bluesowo, racja. Po nagraniu, reszta zespołu była zachwycona efektem, podobnie asystent inżyniera, jednak ja odniosłem uczucie iż była trochę zbyt sztywna. Użyłem Tele z 0,011. Przesłuchałem to i zauważyłem iż nie używam swojego znaku firmowego, czyli palcowego wibrato, które często stosowałem na „Ultramega OK” i „Badmotorfinger”. Nie byłem z tego do końca zadowolony, jednak z racji iż wszystkim się to podobało, odpuściłem... W końcu zaufałem im, że to było naprawdę fajne.”

## Kompozycja
Perkusista Matt Cameron stwierdził: „„Są pewne fragmenty, które są bardzo ładne, obrazują emocjonalny kryzys i to co się dzieje wokół... Na potwierdzenie, mogę powiedzieć iż moja dziewczyna popłakała się, gdy po raz pierwszy usłyszała ten utwór” Zaś Kim Thayil o powiedział o utworze:
„Niezła ironia, ostatni singel już w drodze. Sporo ludzi twierdzi, iż ta piosenka zawiera sobie Beatlesowskie elementy, ja również dostrzegam tam pierwiastek Lennona i McCarthneya. Każdy z nas (Soundgarden) dorastał słuchając The Beatles i mieliśmy dla nich spory szacunek. Myślę, że wciąż jest mnóstwo fanów Beatlesów w tych czasach. Użyliśmy tu i ówdzie gitar akustycznych, dla uzyskania lepszego efektu. W środku utworu, gdy robi się coraz agresywniej, dostrzegam niewielkie podobieństwo do AC/DC, zwłaszcza w budowie riffów.”

## Interpretacja tekstu
Na pytanie, czy rzeczywiście chciałby „Wysadzić w powietrze zewnętrzny świat” Cornell odpowiedział: „Przez cały czas, jednak mnie to nie rusza – możesz przezimować i nie martwić się o nic”.

## Wydanie i odbiór
„Blow Up the Outside World” został wydany jako singel w 1996 roku, wspólnie z niepublikowanym dotąd utworem „A Splice of Space Jam” na stronie B. Utwór pojawił się w zestawieniu magazynu Billboard’s Hot 100 Airplay, osiągając top 60. Piosenka zadebiutowała na szczycie listy Billboard Mainstream Rock Tracks i na miejscu 8 w zestawieniu Billboard Modern Rock Tracks. Piosenka spędził w sumie cztery tygodnie na pierwszym miejscu na liście Mainstream Rock.
Poza Stanami Zjednoczonymi, singel został wydany w Australii. W Kanadzie, utwór znalazł się w pierwszej 90 w zestawieniu Canadian Singles Chart, a później w kanadyjskim Alternative Top 30, gdzie zajął drugie miejsce.

## Okładka
Autorem okładki, jest Catherine Chalmers. Pierwotnie, miała być to okładka albumu Down on the Upside, jednak zespół postanowił ją wykorzystać tylko na singlu.

## Teledysk
Teledysk został wyreżyserowany przez basiste zespołu Devo, Geralda Casale. Teledysk był kręcony w Occidental Studios w Los Angeles. W filmie, Cornell jest przywiązany do krzesła i nadzorowany przez dwójkę naukowców, granych przez Alaina Johannes i Natashe Shneider z zespołu Eleven. Wideo posiada również fragmenty, pokazujące występ zespołu w pewnym pokoju, który pod koniec zostaje wysadzony w powietrze. Teledysk został wydany w październiku 1996 r.

## Lista utworów
CD (Europa) and 7” Winyl (Europa)
1. „Blow Up the Outside World” – 5:46
2. „Dusty” (Moby mix) (Cornell, Ben Shepherd) – 5:06

CD (Australia i Europa)
1. „Blow Up the Outside World” – 5:46
2. „Gun” (live) – 5:41
3. „Get on the Snake” (live) (Cornell, Kim Thayil) – 3:40
4. „A Splice of Space Jam” (Matt Cameron, Cornell, Shepherd, Thayil) – 4:03

Promocyjne CD (USA)
1. „Blow Up the Outside World” – 5:46
2. „Blow Up the Outside World” (edit)

## Twórcy
- Chris Cornell – wokal, gitara
- Kim Thayil – gitara prowadząca, gitara akustyczna
- Ben Shepherd – bas
- Matt Cameron – perkusja, chórki

## Pozycje w zestawieniach
| Chart (1996)                 | Position |
| ---------------------------- | -------- |
| UK Singles Chart             | 40       |
| US Billboard Hot 100 Airplay | 53       |
| US Mainstream Rock Tracks    | 1        |
| US Modern Rock Tracks        | 8        |
| Canadian Singles Chart       | 89       |
| Canadian Alternative Top 30  | 2        |